# George Cavendish (1er comte de Burlington)
Pour les articles homonymes, voir George Cavendish.
George Auguste Henry Cavendish, 1er comte de Burlington (31 mars 1754 – 9 mai 1834) titré « Lord George Cavendish » (entre 1754 et 1831) est un homme politique et pair britannique.
Il a construit Burlington Arcade.

## Famille
Cavendish est le troisième fils de William Cavendish (4e duc de Devonshire) et de Charlotte Boyle, fille de Richard Boyle (3e comte de Burlington) de la première création, dont le titre a disparu à sa mort en 1753.

## Carrière politique
Cavendish siège comme député de Knaresborough de 1775 à 1780, pour Derby de 1780 à 1797 et pour le Derbyshire de 1797 à 1831. Le 10 septembre 1831, il est élevé à la pairie en tant que baron Cavendish de Keighley, dans le comté d'York, et comte de Burlington, une reprise du titre détenu par son grand-père maternel.
Il a un intérêt pour le Sport hippique. Ses couleurs de course sont de couleur paille avec un capuchon noir
.

## Mariage et descendance

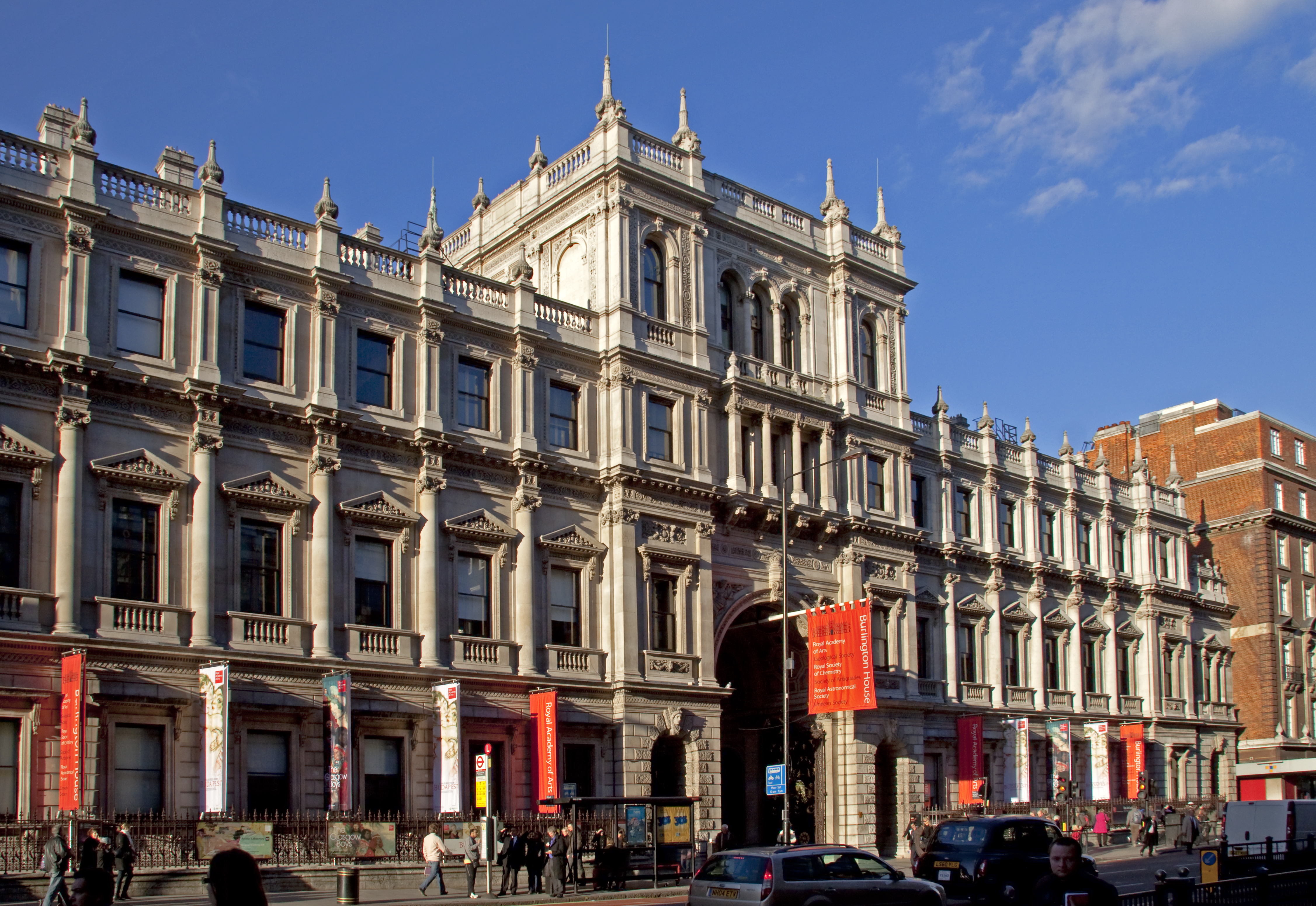
Burlington House

En 1815, Lord Burlington achète Burlington House dans Piccadilly de son neveu, le 6e duc de Devonshire. Avec l'architecte Samuel Ware, il fait un certain nombre de modifications significatives à la maison, notamment la construction de Burlington Arcade, le long du côté ouest. Il est mort à Burlington House, en 1834. La propriété passe à sa veuve et à sa mort en 1835 à leur fils Charles.

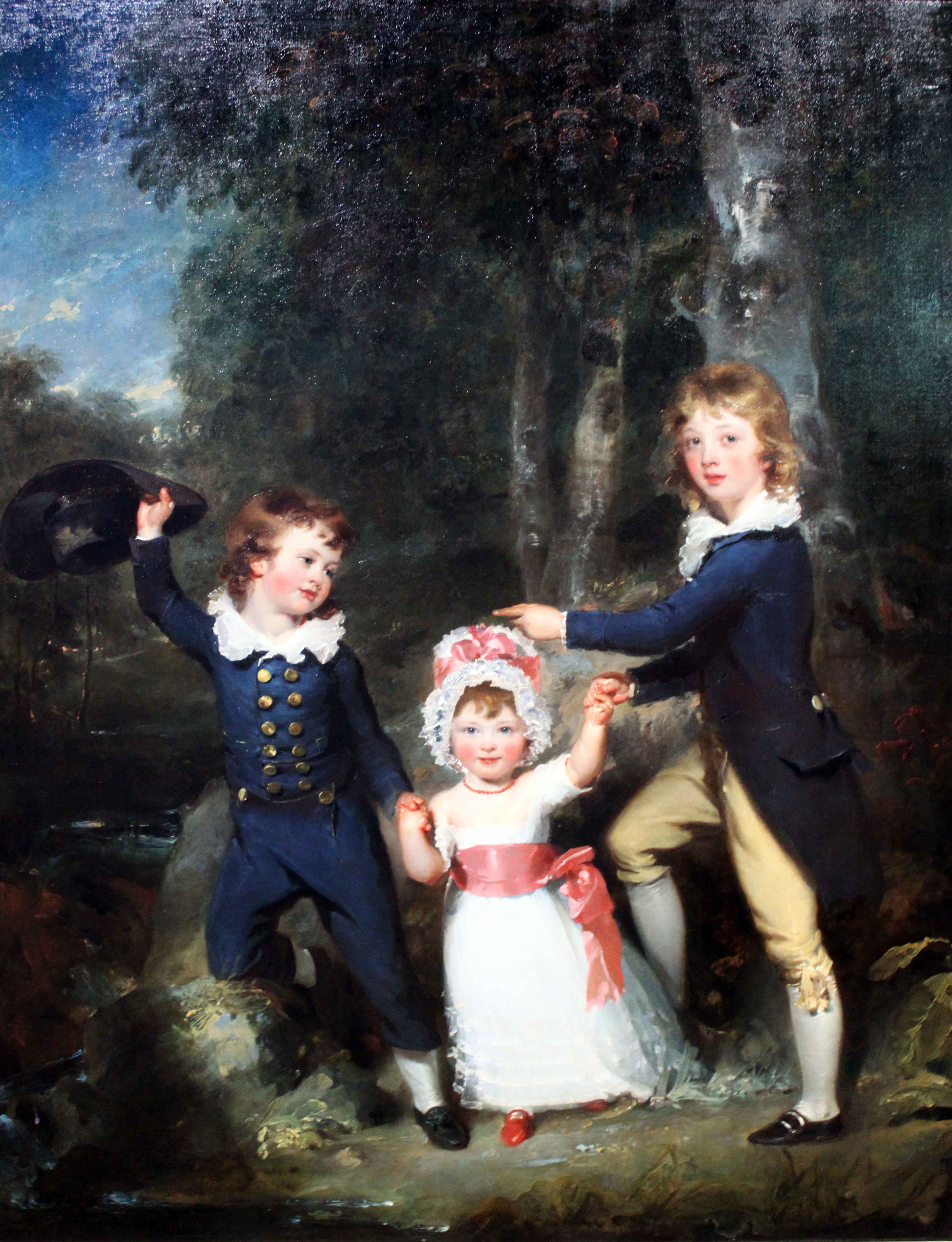
Portrait des Enfants de Lord George Cavendish, 1790, par Sir Thomas Lawrence

Il épouse Lady Elizabeth Compton, le seul enfant de Charles Compton (7e comte de Northampton), le 27 février 1782 à Londres. Ils ont au moins 11 enfants, dont six enfants sont arrivés à l'âge adulte, bien que ses deux fils aînés soient morts avant lui:
- William Cavendish (10 janvier 1783 – 17 janvier 1812)
- George Henry Compton Cavendish (14 octobre 1784 – 22 janvier 1809)
- Elizabeth Dorothy Cavendish (12 juin 1786 – 17 septembre 1786)
- Anne Cavendish (11 novembre 1787 – 17 mai 1871), mariée à Charles FitzRoy (1791-1865), deuxième fils de George FitzRoy (4e duc de Grafton)
- Henry Frederick Compton Cavendish (5 novembre 1789 – 5 avril 1873), marié à Sarah Fawkener, Frances Susan de Lambton et Susanna Emma Byerlie
- Elizabeth Cavendish (13 mars 1792 – 26 mai 1794)
- Charles Cavendish (1er baron Chesham) (28 août 1793 – 10 novembre 1863), créé baron Chesham, marié à Catherine Gordon, fille de George Gordon (9e marquis de Huntly)
- Marie-Louise Cavendish (6 mars 1795 – 7 juin 1795)
- Lady Caroline Cavendish (5 avril 1797 – 9 janvier 1867)
- Frédéric Compton Cavendish (28 octobre 1801 – 27 janvier 1802)
- Charlotte Cavendish (23 avril 1803 – 1er juillet 1803)

Le comte est remplacé dans son comté par William, le fils de son propre fils aîné, William, qui a été tué dans un accident de transport en 1812.